# Едвард Діґбі, 6-й барон Діґбі
Едвард Діґбі, 6-й барон Діґбі (5 липня 1730 — 30 листопада 1757) — британський пер і член парламенту.

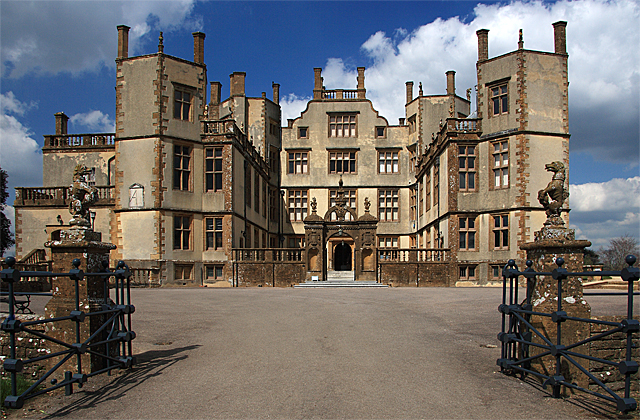
Замок Шерборн, Дорсет

Діґбі був сином Едварда Діґбі, сина Вільяма Діґбі, 5-го барона Діґбі . Його мати була Шарлотта Фокс, дочка сера Стівена Фокса і сестра Генрі Фокса, 1-го барона Голланда.
Він був близько пов'язаний з Фоксами і з 1744 року регулярно відвідував їхню щорічну мисливську вечірку у Вілтширі. 13 червня 1751 року він був отримав посаду у Малмсбері за сприяння Генрі Фокса після смерті Джеймса Даґласа. Приблизно в цей час його призначили постільничим Георга, принца Уельського. 27 листопада 1752 року він змінив свого діда Вільяма на посаді барона Діґбі, ірландського перства, що не зобов'язувало його звільнити своє місце в Палаті громад. У 1753 році він пішов у відставку з офісу спальні внаслідок спадкоємства, згідно з яким він успадкував замок Шерборн у Дорсеті.
Діґбі мав намір позмагатися за Дорсет, де він мав великі маєтки, на наступних загальних виборах і попросив підтримки герцога Ньюкасла, але коли Джордж Тренчард висунув його кандидатуру на зборах джентльменів графства в серпні 1753 року, ентузіазму щодо нього не було, то ж він зняв свою кандидатуру і відмовився від цього плану. Натомість Фокс повернув його до Веллса на виборах 1754 року на основі спільного інтересу з Чарльзом Тадвеєм.
Як і всі друзі Фокса, Діґбі був вігом, але відносно мало цікавився політикою. Його здоров’я було слабке, і він сподівався отримати вищий ранг перства, або британський титул, або ірландський титул графа, але без успіху. У 1756 році він був прооперований з приводу каменів у нирках доктором Адером Гокінсом. Він пережив операцію, але рана гоїлася повільно, і він залишився інвалідом до смерті 30 листопада 1757 року.
Діґбі був відомий великою доброзичливістю. Зокрема, відомо, що він відвідував в’язницю боржників Маршалсі принаймні двічі на рік, на Різдво та Великдень, і кожного разу домагався звільнення певної кількості в’язнів, сплачуючи їхні борги. Потім він відвозив щойно звільнених осіб до Джордж Інн у Боро на вечерю.
Діґбі лишився неодруженим, і його спадкоємцем у баронстві став його молодший брат Генрі, який став графом Діґбі в 1790 році.